# Goodyera novembrilis
Goodyera novembrilis är en orkidéart som först beskrevs av Heinrich Gustav Reichenbach, och fick sitt nu gällande namn av Paul Ormerod. Goodyera novembrilis ingår i släktet knärötter, och familjen orkidéer. Inga underarter finns listade i Catalogue of Life.